# Die mit Tränen säen (Schütz)
Das im Jahre 1648 von Heinrich Schütz als Teil seiner Geistlichen Chormusik komponierte Stück „Die mit Tränen säen werden mit Freuden ernten“ (SWV 378) ist eine Motette für einen fünfstimmigen Chor SSATB.

## Musik

### Form
Das Stück ist 106 Takte lang und lässt sich in die Form A-B-C gliedern:
| Teil | Takt       | Länge    | Text                                                                     |
| ---- | ---------- | -------- | ------------------------------------------------------------------------ |
| A    | 1 bis 43   | 43 Takte | »Die mit Tränen säen, werden mit Freuden ernten.«                        |
| B    | 44 bis 63  | 20 Takte | »Sie gehen hin und weinen«                                               |
| C    | 64 bis 106 | 43 Takte | »und tragen edlen Samen und kommen mit Freuden und bringen ihre Garben.« |

Teil A und C sind jeweils gleich lang, wodurch ein symmetrischer Aufbau des Stückes besteht. Dies entspricht dem Idealbild der Symmetrie des Barockzeitalters.

## Text
Das Stück ist eine musikalische Umsetzung des Bibeltextes Die mit Tränen säen, werden mit Freuden ernten.
Sie gehen hin und weinen und tragen edlen Samen und kommen mit Freuden und bringen ihre Garben. (Psalm 126,5-6).
Dieser relativ kurze Text zieht sich durch das ganze Stück, wobei er durch viele Wortwiederholungen gestreckt wird.